# Chibolo
Chibolo (algunas veces escrito como Chivolo) es un municipio colombiano del departamento del Magdalena. 

## Toponimia
Antiguamente había en la región muchos árboles con varas redondas que al arrancarlas dejaban nudos como cachos de chivo. De ahí que al poblado allí erigido se le llamó "Chibolo".

## División Político-Administrativa
Además de su Cabecera municipal. Chibolo tiene bajo su jurisdicción los siguientes Centros poblados:
- El Plan
- La China
- La Estrella
- La Pola
- Pueblo Nuevo

## Historia
Chibolo fue fundado en 1820 y se erigió como municipio el 8 de marzo de 1974. 

## Geografía
El municipio posee valles fluviales y pequeñas elevaciones.

## Economía
Su economía está basada mayormente de la ganadería.

### Agricultura
Se cosecha yuca, maíz, ñame, batata, pequeñas cantidades de guineo y hay un crecimiento en la actividad ganadera porcina y ovina.

## Sitios de interés
- Iglesia Santa Catalina de Alejandría
- Los Pocitos (Lloradera)
- Plaza de Santa Catalina.
- Quebrada la Chimicuica, Corregimiento La China.
- El Posejon
- Plaza del Sagrado Corazón de Jesús
- Casa Campestre San Remo
- Plaza Principal
- Biblioteca Jorge Quiroz
- Casa de la Cultura Lino J. Anaya
- Parque Las Piedras
- Letrero de bienvenida: CHIBOLO.
- Biblioteca Jorge Quiroz Muñoz.
- Centro de integración ciudadana Rafael Andrade Reyes.
- Balcón de la Pola.

## Servicios públicos
- Energía Eléctrica: Air-e, del grupo EPM, es la empresa prestadora del servicio de energía eléctrica.
- Gas Natural: Gases del Caribe es la empresa distribuidora y comercializadora de gas natural en el municipio.